# Prokletije

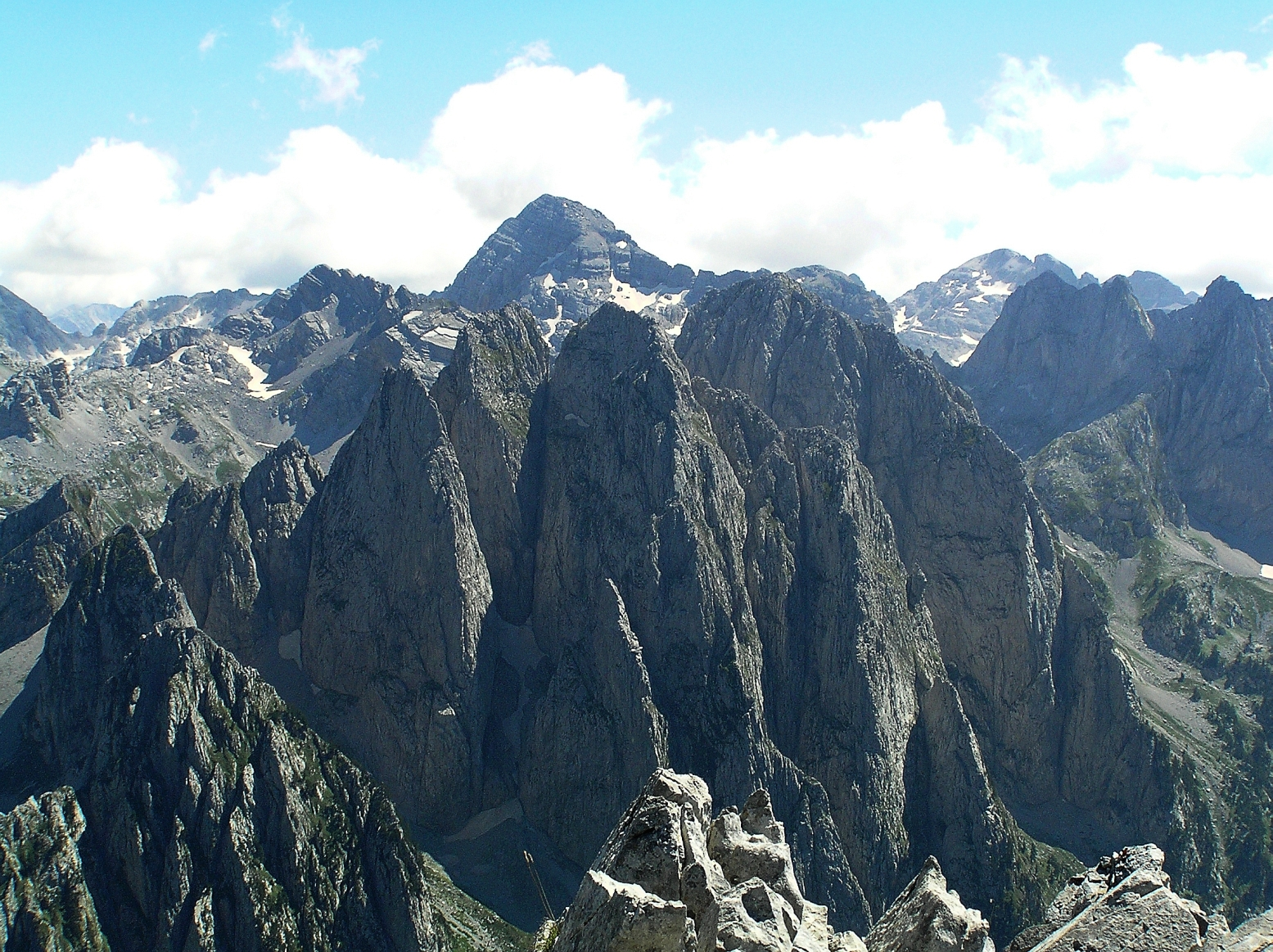
Jezerski Vrh (2694 m ö.h.), Karanfila (2480 m ö.h.) i Prokletije.

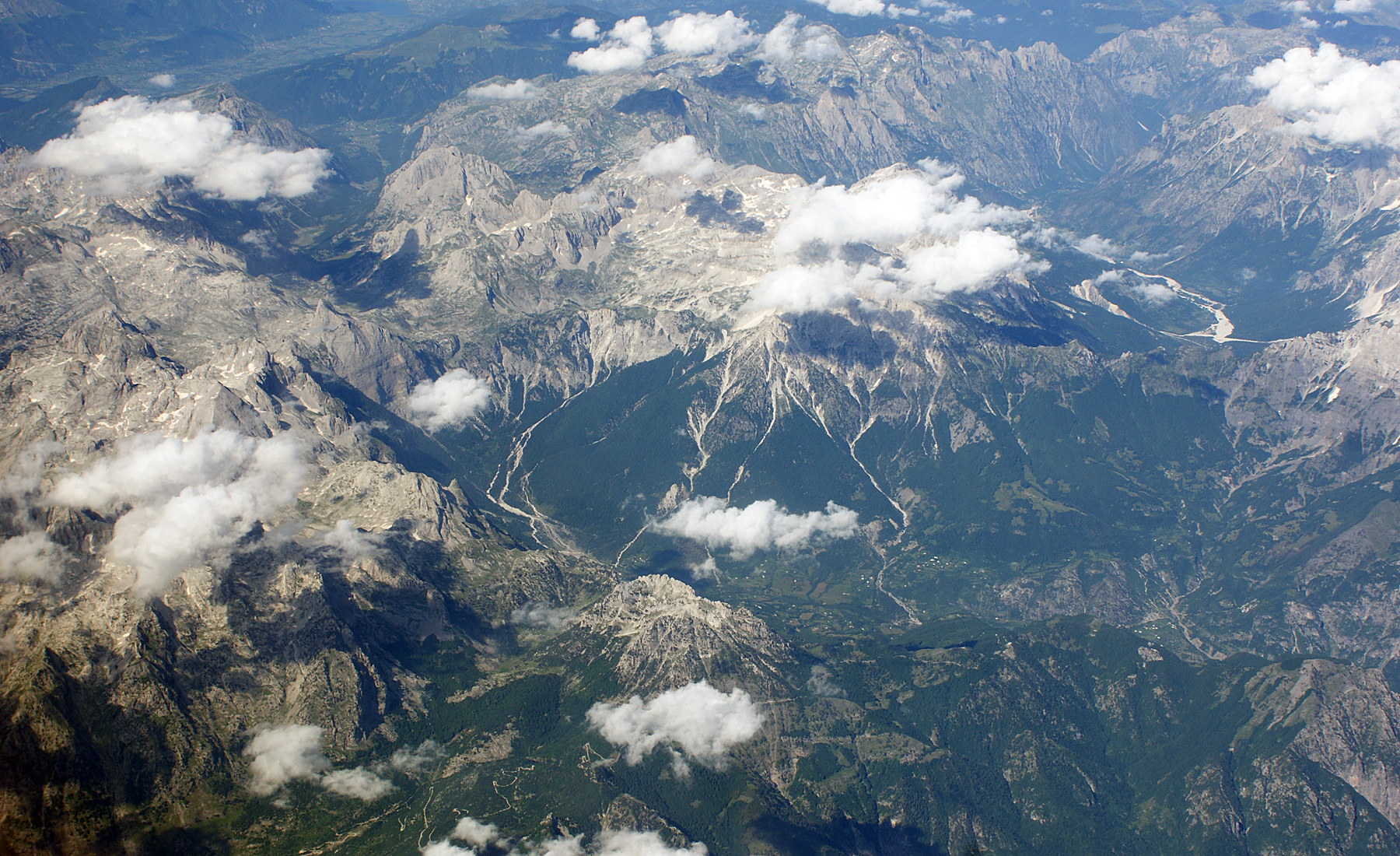
Bergskedjan från luften.

Albanska alperna eller Prokletije (albanska: Bjeshkët e Nemuna, Bjeshkët e Nâmuna och Alpet Shqiptare; serbiska, kyrilliska: Проклетије, serbiska, latin: Prokletije)  är en bergskedja mellan norra Albanien, Kosovo och östra Montenegro. De högsta topparna är Jezerca (2 694 meter över havet) i Albanien och Gjeravica (2 656 meter över havet) i Kosovo. Bergkedjans namn på albanska och serbiska betyder bägge "de fördömdas berg".
Bergskedjan skapades när den afrikanska kontinentalplattan krockade med den eurasiska. Prokletije utgör den högsta och sydligaste delen av de 1000 km långa Dinariska alperna.

## Bergstoppar i Albanska alperna
- Grykat e Hapëta
- Maja e Boshit
- Maja e Çeslës
- Maja e Çet-Harushës
- Maja e Dhive
- Maja e Doborgashit
- Maja e Harapit
- Maja e Hekuravës
- Maja e Jezercës, 2694 möh (högsta topp)
- Maja e Kakisë
- Maja e Kollatës
- Maja e Peçmarës
- Maja e Rragamit
- Maja e Shtrazës
- Maja e Shtyllës
- Maja Ismet Sali Bruçaj
- Marocës Maja e